# 東北ベースボールアカデミーリーグ
東北ベースボールアカデミーリーグ （とうほくベースボールアカデミーリーグ）は、宮城県の「仙台市民球団企業組合」が中心となって設立を目指していた野球の独立リーグ。計画は頓挫し、一旦白紙化された。

## 概要
東北各県全域を対象としたリーグ戦。1部、2部などの上位クラスリーグと各県リーグ、市町村リーグなどで構成し、上位クラス・成績下位の球団とその次のクラスの成績上位球団等とで入れ替え戦を計画。また各参加球団には独立採算方式で各種収入（観戦料、グッズ販売、テレビ放送権料など）で賄い、選手は地元の企業などの斡旋を受けて練習・試合と仕事の両立を図ることを目指している。
まず岩手県と宮城県の2球団で2006年4月からの開始を目指し、2009年までに残り4県でも球団を結成する方針だった。しかしスポンサーが見つからず、宮城県チームの選手選考も2005年10月に予定していたが実施できなかったなど、資金面・人材面での準備が進まなかった。このため一度白紙に戻し、再度計画を練る方針。
現在は小中学生を対象とした野球学校を経営しており、独立リーグ構想そのものは事実上頓挫したと思われる。

## 各県のチーム

### 岩手県
岩手県チームを運営するのは「岩手プロ野球OB振興会」（横山国夫代表）。マイナー、ルーキーの2クラスに分け2005年秋に新球団を結成した。チームの名称は「カウボーイズ岩手21」。監督に村松孝彦、野手担当コーチに岩手県出身で元阪神タイガースの木立章成が就任したが、2006年唯一の対戦相手となる宮城県チームの準備の遅れから2005年末頃に監督と一部選手がチームを離脱。2006年3月、宮城県側のチームの結成の遅れやそのためにリーグ運営の準備も進まない事から「先行き不透明」との判断により東北ベースボールリーグ参戦の白紙撤回を表明した。その後チームは「岩手21赤べこ野球軍団」に改称し、日本野球連盟に加盟した。クラブチームとして好成績を収めたが資金難から2007年限りで廃部となっている。

### 宮城県
宮城県チームは、仙台市民球団企業組合（鈴木悟理事長）が設立準備を進めている。しかしスポンサーが見つからない事から資金繰りの目処が立たず、2005年10月に予定していた選手の募集を中止している。現在は仙台と石巻に小中学生を対象とした野球学校「東北ベースボールアカデミー（TBA）」の経営や野球大会の主催・運営などを実施している。

## 沿革
- 2004年10月4日 - 独立リーグ構想が浮上。
- 2005年 - リーグ名が「東北ベースボールアカデミーリーグ」に決定。
- 2006年3月 - 準備に遅れが出ていることが判明。計画を白紙に戻し再度計画を練る方針。